# قهرمانی موج‌سواری دعوتی دوک کاهاناموکو
قهرمانی موج‌سواری دعوتی دوک کاهاناموکو (انگلیسی: Duke Kahanamoku Invitational Surfing Championship) به افتخار دوک پائوا هولیکوهولا کاهاناموکو پدر موج‌سواری جدید نامگذاری شد، این سری مسابقات از سال ۱۹۶۵ صرفاً با دعوت از قهرمانان موج‌سواری در ساحل شمالی غروب (اوآهو) برگزار می‌شد تا این که در سال ۱۹۸۵با مسابقات لیگ جهانی موج‌سواری جایگزین شد. این مسابقات قهرمانی اولین مسابقات قهرمانی موج‌سواری است که توسط شرکت پخش رسانه‌ای آمریکا به‌طور منظم توسط شبکه تلویزیونی ای‌بی‌سی پخش می‌شود.
دو دوجین از بهترین موج‌سواران جهان در اولین مسابقات قهرمانی موج بلند شرکت کردند از جمله گرگ نول و فرد هیمینگز به عنوان قهرمان و نایب قهرمان. موج سوار جف هکمن هنگامی که عنوان قهرمانی جهان را به دست آورد تنها هفده ساله بود. تخته موج‌سواری ریکی گریک سمیگان موضوع  انتخاب موج‌سواران بود که توسط هیئت مدیره مسابقات موج سواری موج بلند در ساحل شمالی انتخاب می‌شد. در این رقابتها دوک کاهاناموکو مجسمه طلایی دوک را به قهرمانانان مسابقه در سه سال اول رقابت‌ها تا ۲۲ ژانویه ۱۹۶۸ قبل از درگذشتش خودش توزیع می‌کرد.
اولین بومی از میان شهروندان هاوایی که در رقابتها به قهرمانی دست یافت، کلاید آیکو در سال ۱۹۷۳ بود و در سال ۱۹۷۷ این عنوان توسط برادر بزرگترش ادی آیکائو تصاحب شد.

## برندگان
جوایز از ۱۹۶۵–۱۹۸۴:
| - ۱۹۶۵ جف هکمن - ۱۹۶۶ ریکی گریگ - ۱۹۶۷ جاک ساترلند - ۱۹۶۸ مایکل دویل - ۱۹۶۹ جوی کابل - ۱۹۷۰ جف هکمن - ۱۹۷۱ جف هکمن - ۱۹۷۲ جیمز جونز - ۱۹۷۳ کلاید آیکائو - ۱۹۷۴ لاری برتلمن | - ۱۹۷۵ یان کایرنز - ۱۹۷۶ جیمز جونز - ۱۹۷۷ ادی آیکائو - ۱۹۷۸ مایکل هو - ۱۹۷۹ مارک ریچاردز - ۱۹۸۰ مارک وارن - ۱۹۸۱ مایکل هو - ۱۹۸۲ کن برادشاو - ۱۹۸۳ دانه کیلوها - ۱۹۸۴ درک هو |